# Dunsparce

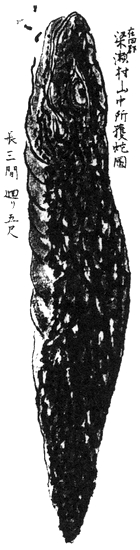
Tsuchinoko

Dunsparce és una de les espècies que apareixen a la franquícia Pokémon. És de tipus normal. És un Pokémon rar que a la regió de Johto només viu a l'interior de la Dark Cave. A més de ser present a la Ruta 208 de Sinnoh i la Ruta 12 d'Unova, és l'únic Pokémon disponible a prop de Three Isle Port, a les Sevii Islands. Aquest Pokémon no posseeix ni evolucions ni preevolucions.
El seu nom podria derivar de la unió de les paraules angleses dun (color semblant al groc) i sparse ('rar'). El seu nom japonès, ノコッチ Nokocchi, sembla derivar de l'anagrama de つちのこ tsuchinoko. L'anagrama de つちのこ tsuchinoko és, de fet,のこっち nokotsuchi. Segons GamesRadar+, el disseny d'aquest Pokémon es basa en el tsuchinoko del folklore japonès. També podria inspirar-se en una serp amb plomes. El seu aspecte recorda el d'un abellot.

## Pokédex[calcitació]
- Gold/LeafGreen/HeartGold/X: Si se'l descobreix, aquest Pokémon fuig cap enrere excavant furiosament a terra amb la cua.
- Silver/FireRed: Si el descobreixen, fuig excavant amb la cua. Les ales només li permeten petits vols.
- Crystal: S'amaga al fons de les coves, on no arriba ni tan sols un raig de llum, i hi roman immòbil.
- Ruby/Sapphire: Dunsparce té un trepant com a cua, que fa servir per excavar cap enrere a terra. És conegut per la complexa forma dels caus que crea a sota terra, en profunditat.
- Emerald: Dunsparce té una cua en forma de trepant, que fa servir per excavar cap enrere a terra. És conegut per la complexa forma dels caus que crea en profunditat.
- Diamond/Pearl/Platinum/Black/White/Y: Excava a terra amb la cua, creant un cau semblant a un laberint. És capaç d'emprendre vols brevíssims.
- SoulSilver: Si se'l descobreix, fuig excavant amb la cua. Les ales només li permeten breus vols.
- Black2/White2: Construeix laberints a llocs foscos. Si algú el veu, fuig excavant a terra amb la cua.